# Die schlafende Maschine
Die schlafende Maschine ist der Titel eines stummen Kriminaldramas aus der Joe Jenkins-Filmreihe, das Valy Arnheim 1918 für die Atlantic Film Aarhus GmbH, Berlin nach einem Manuskript von Paul Rosenhayn realisierte. Es war seine einzige Regiearbeit in dieser Detektivserie.
Den Meisterdetektiv Joe Jenkins spielte hier Kurt Brenkendorf.

## Handlung
Es wird um die Erfindung der Sumpfgasmaschine gekämpft.

## Hintergrund
Die Produktion der Atlantic Film Aarhus GmbH Berlin erhielt nach Vorlage bei der Polizei Berlin im Juni 1918 unter der Nr. 42025 Jugendverbot. Die Polizei München untersagte unter den Nrn. 28639, 28640, 28641, 28642 die Ankündigung als Detektivfilm für die Dauer des Krieges. Der Film wurde im Oktober 1918 neu zensuriert.

## Rezeption
Der Film wurde erwähnt in
- Der Film No. 25, 1918
- Kinematograph No. 585, 1918
- Kinematograph No. 599, 1918
- Kinematograph No. 626, 1919
- VUP, Juni 1918

und ist registriert bei
- Birett, Verzeichnis in Deutschland gelaufener Filme, (München) No. 260, 1918 ; No. 436, 1918 und  No. 559, 1918.